# 日本寮歌祭
日本寮歌祭（にほんりょうかさい）は、旧制高等学校卒業生を中心とする日本寮歌振興会が主催している寮歌に対する祭典。1961年（昭和36年）10月7日に文京公会堂で第1回が開催され、以後日比谷公会堂や日本武道館などを会場に毎年秋に開催され、日本テレビ系列で1時間の枠組みで放映されたこともあった。2001年の第41回以降は、従前、各校の同窓会単位での参加であったのが個人参加と宴会方式の開催に変更され、新宿NSビルイベントホールを会場として開催されていた。
しかし、年月を経るにつれ参加者の高齢化により運営に困難をきたしたことなどから、2010年（平成22年）の第50回開催をもって一旦、閉幕した。
50回閉幕以降、全国各地で寮歌祭を実施しつつ再開を模索したが、2018年に東京で行われている「中央寮歌祭」を改めて、2019年に「第59回日本寮歌祭」を開催することを決め、8月4日にホテル・ランクウッドで59回寮歌祭を復活開催した 。
参加校は狭義の旧制高校に限らず、大学予科や陸軍士官学校・海軍兵学校などの旧制教育機関にも門戸を開いていた。また、最初の頃は新制大学側などからの参加もあり、旧制教育機関関係者が主な参加主体になってからも、後身の新制学校OBが旧制時代のOBに混じって参加した例がある（東京高等師範学校→東京教育大学→筑波大学など）。

## 概要
寮歌を伝えるという運営方針のもとで広く門戸を開き、2019年の59回寮歌祭復活に際しては、旧制、新制の区別をつけないとしている。

第1回の発起人は作曲家の呉泰次郎であったが、呉は旧制高校が寮歌祭の主体となっていくことに不満を抱いて運営から遠ざかり、第3回まで日本寮歌振興会委員長を務めた後は同役を退任して会長となり、第4回以降は医師の神津康雄（旧制山形高校出身）が委員長となって運営の中心となった。日本寮歌振興会の歴代会長には安川第五郎、稲山嘉寛、藤林益三などの著名人が名を連ねた。また、日本寮歌振興会は旧制高校復活運動や旧制高等学校記念館創設、寮歌のレコードの録音なども手掛けた。
寮歌祭の参加形式は、各校の参加者が在校当時の姿を思わせる高下駄を履いたバンカラ学生に扮して寮歌を歌うというものが主体だったが、哈爾濱学院の現地の民族衣装、旧高等商船学校（現・東京海洋大学）のセーラー服などの例外もあった。
第50回閉幕まで、プライドが高い高齢の参加者による喧嘩や口論が絶えず、戦前のエリート学生の内輪の懐古趣味祭典といった趣を最後まで払拭することができなかった。

## 会場
- 第1回〜第3回 - 文京公会堂
- 第4回 - 日比谷野外音楽堂
  - 呉泰次郎は、上述の寮歌祭のあり方に対する不満などから第3回で開催を打ち切るつもりで第4回の会場を抑えていなかったため、神津が会場探しを始めた段階では会場が空いておらず、異例の野外音楽堂での開催となった[6]。
- 第5回〜第6回 - 日比谷公会堂
- 第7回〜第20回 - 日本武道館
- 第21回〜第40回 - 日比谷公会堂[7]
- 第41回〜50回 - 新宿NSビルイベントホール

## 参加校
軍学校
- 旧陸軍士官学校
- 旧海軍兵学校
- 旧陸軍経理学校
  - 軍学校は軍服ではなくスーツ姿での参加となっていた。

現大学（旧制高等学校）
- 東京大学教養学部（旧制第一高等学校および旧制東京高等学校〔東京府立とは別の官立七年制高校〕）
- 東北大学国際文化研究科・情報科学研究科（旧制第二高等学校）
- 京都大学総合人間学部（旧制第三高等学校）
- 金沢大学法文学部・理学部・教養部（旧制第四高等学校）
- 熊本大学法文学部・理学部（旧制第五高等学校）
- 岡山大学法文学部・理学部・教養部（旧制第六高等学校）
- 鹿児島大学法文学部・理学部（旧制第七高等学校）
- 名古屋大学情報文化学部・教養教育院（旧制第八高等学校）
- 弘前大学人文社会学部・理工学部（旧制弘前高等学校）
- 山形大学（旧制山形高等学校）
- 新潟大学（旧制新潟高等学校）
- 茨城大学（旧制水戸高等学校）
- 埼玉大学（旧制浦和高等学校）
- 東京都立大学（旧制府立高等学校）
- 信州大学（旧制松本高等学校）
- 静岡大学（旧制静岡高等学校）
- 大阪大学（旧制大阪高等学校および旧制浪速高等学校）
- 神戸大学（旧制姫路高等学校）
- 富山大学（旧制富山高等学校）
- 広島大学（旧制広島高等学校）
- 愛媛大学（旧制松山高等学校）
- 高知大学（旧制高知高等学校）
- 島根大学（旧制松江高等学校）
- 山口大学（旧制山口高等学校）
- 九州大学（旧制福岡高等学校）
- 佐賀大学（旧制佐賀高等学校）
- 終戦により廃校（旧制旅順高等学校）

- 東京工業大学
- 一橋大学（旧制東京商科大学）
- 大阪市立大学商学部・経済学部 ・法学部（旧制大阪商科大学）
- 神戸大学（旧制神戸商業大学）
- 東京海洋大学（旧制高等商船学校）
- 千葉工業大学（旧制興亜工業大学）
- 北海道大学（北海道帝国大学予科）
- 京城帝国大学予科
- 台北帝国大学予科
- 旅順工科大学
- 満州医科大学
- 筑波大学（旧制東京高等師範学校）
- 東亜同文書院大学
- 哈爾濱学院
- 拓殖大学（東洋協会大学）
- 学習院大学（学習院高等部）
- 成城大学（旧制成城高等学校）
- 武蔵大学（旧制武蔵高等学校）
  - 各回の参加校については第30回までは神津康雄「青春の譜」の巻末に記載がある。